# Wüstefeld (Atzelrode)
Wüstefeld ist ein als Wohnplatz bezeichneter Weiler in der Gemarkung von Atzelrode, einem Stadtteil von Rotenburg an der Fulda im nordhessischen Landkreis Hersfeld-Rotenburg.

## Geographie
Die kleine Siedlung befindet sich auf 264 m Höhe etwa 500 m südöstlich von Atzelrode an der Landesstraße L 3336, die von Rotenburg durch den Knüll nach Niederthalhausen führt. Von dieser zweigt in Wüstefeld die Kreisstraße 64 nach Atzelrode ab. Der Fulda-Zufluss Mündersbach verläuft unmittelbar nördlich der Siedlung.

## Geschichte
Der Ort wurde erstmals im Jahre 1266 schriftlich als Wusthevelt erwähnt. Dort bestand ein herrschaftliches Gut, das später staatliche Domäne wurde. Im Jahre 1900 und auch 1910 hatte der Gutsbezirk Wüstefeld 35 Einwohner, während das Dorf Atzelrode zu dieser Zeit lediglich 48 Einwohner zählte. Im Zuge der Auflösung der Gutsbezirke in Preußen wurde der bisher selbständige Gutsbezirk Wüstefeld, zu dem als Vorwerk wohl auch das Gut Alte Teich gehörte, am 31. Dezember 1928 aufgelöst und mit seinen rund 600 Morgen an Ländereien nach Atzelrode eingemeindet. Erst nach dem Ende des Zweiten Weltkriegs wurden mehrere Wohnhäuser in der Nähe des Gutshofes erbaut, und in den 1980er Jahren wurden Teile der Gutsanlage abgerissen.

## Der Kannibale von Rotenburg
Der als „Kannibale von Rotenburg“ bekannt gewordene Armin Meiwes lebte lange Zeit in Wüstefeld im Wohnhaus des ehemaligen Guts und verübte dort im März 2001 sein Verbrechen.